# Бисквиты с подливкой
Бисквиты с подливкой (англ. Biscuits and gravy) — популярное блюдо на завтрак в Соединённых Штатах, особенно на юге. Блюдо состоит из бисквитных булочек или кусочков бисквитного хлеба с подливкой, приготовленной из отвара свиной колбасы, муки, молока и часто (но не всегда) кусочков колбасы, бекона, говяжьего фарша или другого мяса (так называемая колбасная подливка). Подливка часто приправляется чёрным перцем.
В Соединённых Штатах «бисквит» — это разновидность хлеба или булочки с твёрдой, сухой поверхностью и мягкой, песочной рассыпчатой внутренней частью. Рецепт включает разрыхлитель или пищевую соду, муку, соль, жир или масло, а также молоко или пахту.
Вариант блюда, подаваемого в армии США, иногда называют «SOS», что означает «дерьмо на гальке», и готовят его либо с бисквитом, либо с тостами. Это основное блюдо комфортного питания военных уже более 100 лет.
Существует вариант блюда с томатной подливкой, которая готовится из белой подливки, смешанной с измельчёнными или нарезанными кубиками помидорами.

## История
Это блюдо стало отдельным региональным блюдом после Американской войны за независимость (1775—1783), когда был дефицит продовольствия. Завтрак был самой существенной едой дня для человека, которому предстоял день работы на плантациях на американском Юге. Кроме того, нехватка припасов и денег означала, что оно должно было быть дешёвым.
Сети ресторанов, специализирующиеся на бисквитах с подливкой, включают Biscuitville в Вирджинии и Северной Каролине, Tudor’s Biscuit World в Западной Вирджинии, Biscuits N' Porn в Северной Каролине и Biscuit Belly в Кентукки и Индиане.